# Мач! Футбол 1
Мач! Футбол 1 е руски футболен телевизионен канал.

## История
Стартира на 15 февруари 1999 г. 
Първоначално излъчването му е от 12:00 до 01:00 руско време.
През февруари 2014 студията преди срещите от английската висша лига са спрени за месец, заради олимпиадата в Сочи. 
На 1 октомври 2014 промени името си на НТВ+ Футбол 1.
Шампионска лига и Лига Европа се излъчват по всички каналите Футбол 1, Футбол 2, Футбол 3. 
По Футбол 1 се излъчва основно футбол от Испания, по Футбол 2 – от Италия и Франция, а Футбол 3 – от Германия.